# التجنيد الإجباري في الاتحاد السوفيتي

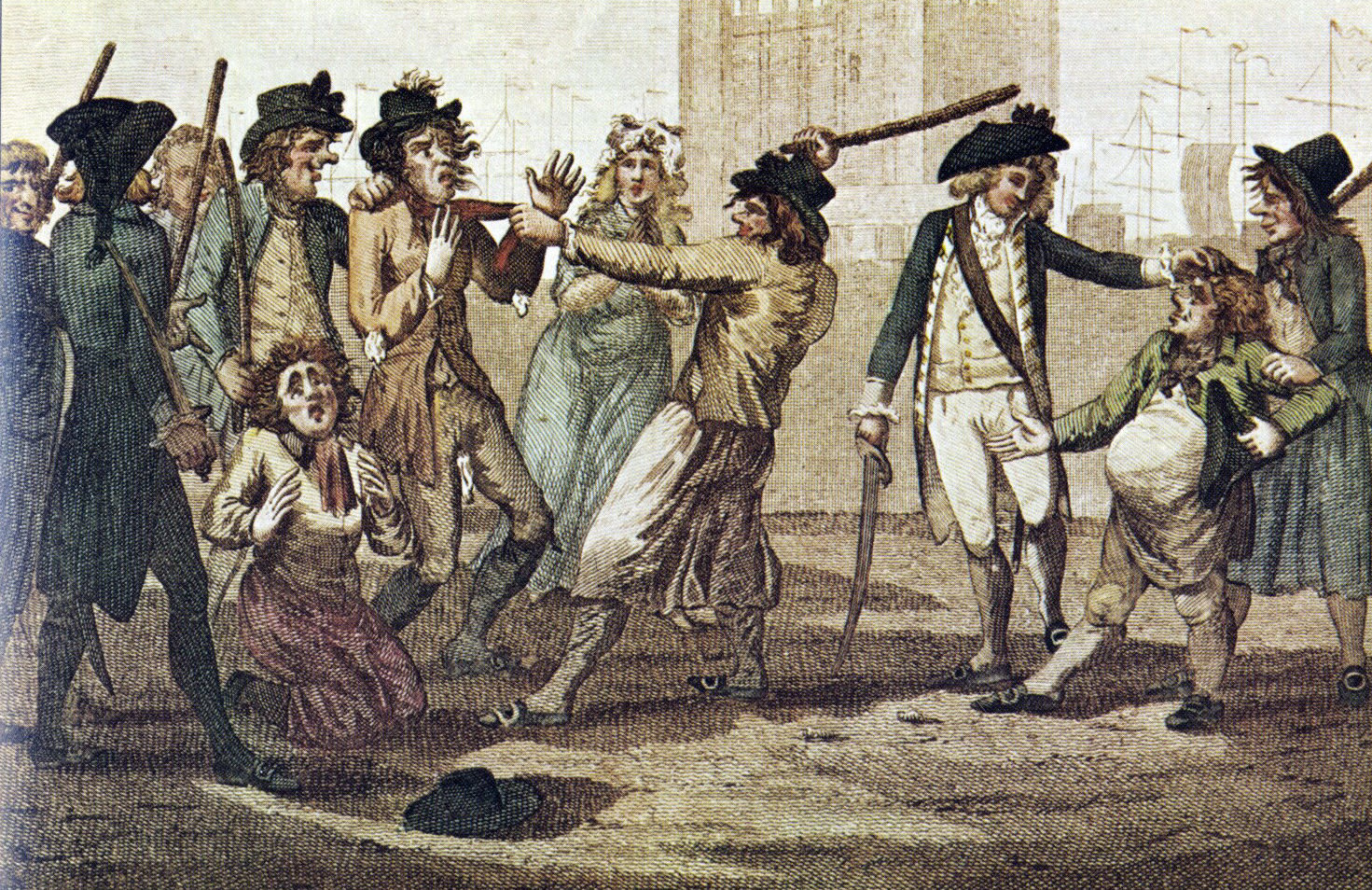
رسم كاريكاتوري لعصابة الصحافة 1780

اتبع الاتحاد السوفيتي التجنيد الإجباري طوال فترة تواجده بهدف تعزيز الوظيفة والعمليات العسكرية. أُدخل التجنيد الإجباري إلى ما سيصبح الاتحاد السوفيتي في عام 1918، تقريبًا في الفترة التي تلت الثورة البلشفية مباشرة في عام 1917 بهدف تقوية قوات الجيش الأحمر. بعد إدخال التجنيد الإجباري، استمر وجوده في الدولة السوفيتية حتى حلها في عام 1991.
غيرت التعديلات السياسية المختلفة حجم الدفعات المأخوذة للتجنيد ومدة الخدمة المطلوبة، مع التغييرات الرئيسية في السياسة التي حدثت في أعوام 1918 و 1938 و 1967. شهدت حملات التجنيد في زمن الحرب، وتحديدًا خلال الحرب العالمية الثانية، زيادة كبيرة في حجم الدفعات المجندة، بالإضافة إلى توسيع مجموعة الفئات المؤهلة للتجنيد. على عكس البلدان التي لم يكن التجنيد الإجباري راسخًا في تاريخها (مثل الولايات المتحدة)، كانت المقاومة لسياسة التجنيد قليلة نسبيًا، فقد كرس هذا المفهوم في الدستور السوفيتي بوصفه شرطًا اجباريًا للمواطنة، بغض النظر عن الهوية أو الوضع، ونظر إليه على أنها واجب وطني على جميع الرجال السوفييت الذين بلغوا السن الذي يؤهلهم للذهاب للجيش.

## المراحل التاريخية

### 1917-1939
بعد الثورة البلشفية في روسيا عام 1917، جربت الحكومة الشيوعية الجديدة نظام التجنيد التطوعي في الجيش لفترة وجيزة، لكنها عادت إلى نظام التجنيد الإجباري السابق على الفور تقريبًا في مايو عام 1918.
شهدت السياسة القليل من التغيرات حتى 1 سبتمبر عام 1939، عندما سُن قانون جديد للخدمة العسكرية الشاملة بعد اندلاع الحرب العالمية الثانية في جميع أنحاء أوروبا، زاد القانون الجديد مدة الخدمة، والسن المطلوب للتجنيد، وقيد الإعفاءات الممكنة لدرجة كبيرة. ازدادت فترة الخدمة العامة من 2 إلى 3 سنوات، وخُفض سن التجنيد من 19 إلى 17 عامًا للشبان الصغار. ألغيت الإعفاءات التي منحت في السابق لمن يتابعون التعليم العالي، وكذلك الإعفاءات الممنوحة لأسباب عائلية (مثل إنجاب الكثير من الأطفال الصغار). كانت الخطة وراء زيادة شروط التجنيد هي إنشاء مجموعتين كبيرتين من قوات الاحتياط المدربة، واحدة للرجال حتى سن 40 عامًا، والأخرى للرجال حتى سن 50 عامًا.

### الحرب العالمية الثانية
دخل الاتحاد السوفيتي الحرب العالمية الثانية رسميًا في 22 يونيو عام 1941، عندما شنت ألمانيا هجومًا مفاجئًا على حدودهم الغربية. بعد فترة وجيزة، في أكتوبر عام 1941، أصدرت الحكومة قانونًا جديدًا للخدمة العسكرية ينص على أن جميع المواطنين الذكور الذين تتراوح أعمارهم بين 16 و 28 عامًا ملزمون بأداء الخدمة العسكرية.
في 9 فبراير عام 1942، أصدر ستالين أمرًا ينص على أن «يجند ضمن صفوف الجيش الأحمر المواطنين في الأراضي المحررة الذين تتراوح أعمارهم بين 17 و 30 عامًا والذين لم يتم تجنيدهم في صفوفه في الأشهر السابقة من الحرب...» سيكون أمرا ناجعًا بسبب حقيقة كونهم «يتحرقون كرهًا للغزاة ورغبةً في المشاركة في التحرير القادم لوطنهم السوفيتي بالأسلحة التي بين يديهم». بعد هذا الأمر، بدأ التجنيد القسري للسكان غير الروس المتواجدين في الأراضي المحررة في صفوف الجيش الأحمر أثناء تحركه غربًا نحو ألمانيا.
خلق هذا التوسع في المجموعات الخاضعة للتجنيد الإجباري مجموعة متنوعة من الأفراد العسكريين على طول الخطوط الأمامية، حيث كان الجنود من جنسيات وأعراق ولغات مختلفة.

### 1945-1991
في عام 1950، أدى تعديل سري لقانون الخدمة إلى زيادة مدة الخدمة الفعلية لمدة عام واحد. يُعتقد أن هذه الزيادة كانت استجابةً لانخراط أمريكا في الحرب الكورية، ومع ذلك فقد اختاروا إبقائه بعيدا عن السجلات الرسمية مثل اجراءات مجلس السوفيات الأعلى (رابط) حتى لا تعلم الولايات المتحدة بالزيادة وتشك بأن لاتحاد السوفياتي يحضر نفسه للحرب. ثم في عام 1955، خفضت مدة الخدمة إلى ثلاث سنوات بعد أن كانت أربعة في القوات الجوية وخفر السواحل والدفاع الساحلي، وإلى أربع سنوات بعد أن كانت خمسة في البحرية. لم يدون هذا القرار في السجلات الرسمية مجددًا، ولكن من المفترض أنه كان جزءًا من الخفض المخطط له في القوات البشرية، والذي أعلن عنه في أغسطس عام 1955 ومايو عام 1956.
في 12 أكتوبر عام 1967، أدى تعديل رئيسي لقانون الخدمة إلى تقصير فترات الخدمة من 3 سنوات إلى سنتين، كما شهد زيادة في تكرار الاستدعاءات للخدمة العسكرية إلى مرتين في السنة. ويقال إن سبب هذا التعديل هو الزيادة الكبيرة في عدد الشباب الذين وصلوا إلى سن الخدمة العسكرية في ذلك الوقت. من أجل الالتزام بمفهوم «الخدمة الشاملة» مع الحفاظ على حجم القوات المسلحة، ازداد معدل تبديل دفعات المجندين بحيث تبقى الغالبية العظمى من الذكور الذين بلغوا سن الخدمة العسكرية مجندين للخدمة، ولكن ليس على حساب زيادة الحجم القوات بنسبة غير مفيدة.
بعد التعديل الذي أجري في عام 1967، ساءت ظروف المجندين بشكل كبير، مع انتشار تقارير عن إساءة معاملة المجندين ومضايقتهم وحتى قتلهم. واجه المجندون، ولا سيما أولئك الذين في السنة الأولى من الخدمة والذين لم يحصلوا بعد على أي من الرتب أو الاحترام لحمايتهم، عنفًا جسديًا واعتداءاتٍ جنسية من قبل كبار الضباط، وصودرت رواتبهم وحصصهم الغذائية باستمرار. وأي مقاومة كانت تبدر منهم لمثل هذه الإساءات كانت تقابل بالضرب، الذي يؤدي في بعض الأحيان إلى إصابات خطيرة، والصرف من الخدمة بسبب الإعاقة، وحتى الوفاة.
قوض النظام الرسمي للترقية الذي كان يرقي المجندين المؤهلين إلى رقباء بحيث كانوا يتولون بالفعل مناصب قيادية بعد فترة وجيزة من التحاقهم بالقوات المسلحة، من قبل نظام غير رسمي قائم على أساس سنوات الخدمة التي قضاها كل مجند. أصبح المجندون الصغار تابعين للمجندين الأكثر خبرة الذين خدموا فعليًا لمدة عام أو عامين. لم يتم الاعتراف بهذا النظام، إلا أنه أصبح راسخًا في ثقافة التجنيد خلال السبعينيات والثمانينيات.
استفاد جميع الطلاب السوفييت المتفرغين للدراسة من مسودة التأجيل حتى التخرج بشكل تقليدي. في حال احتوت للكلية/ الجامعة على مركز عسكري (يوفر التدريب في تخصص عسكري معين)، يصبح طلابها ضباط احتياط ويعفون من الخدمة كجنود. أما بدون وجود مركز عسكري، يجند الخريجون لفترة قصيرة. بالنسبة للكثير من الناس، كانت نيتهم في تجنب الخدمة العسكرية أو على الأقل تأجيلها هي السبب الرئيسي للدراسة.
مع ذلك، بين أواخر خريف عامي 1982 و 1988، اتبع الاتحاد السوفيتي التجنيد الإلزامي لطلاب معظم الجامعات وبلغت عملية التجنيد ذروتها في عام 1987. جند الطلاب لمدة عامين من الخدمة العسكرية أو لثلاث أعوام، في حال كانوا في البحرية، وعادةً ما جرى ذلك بعد إنهاء السنة الدراسية الأولى أو الثانية.

## تجنيد النساء
جند الاتحاد السوفيتي أكبر عدد من النساء للقتال، مقارنةً بالجيوش الوطنية الأخرى أثناء الحرب وخاصةً خلال الحرب العالمية الثانية. من الصعب معرفة العدد الدقيق للنساء المجندات خلال الحرب العالمية الثانية والأدوار التي عملن فيها، فقد تم التكتم على معلومات المجندات بشكل عام في التقارير الرسمية والوثائق الحكومية في تلك الفترة. ومع ذلك، فقد بُذلت جهود مؤخرًا لكشف وتصحيح سجلات الموظفات في الخدمة السوفيتية.
ورد في التعديل الذي أجري على قانون الخدمة في عام 1938، أن أي امرأة تلقت تدريبًا وتعليمًا ذو صلة، مثل الطب أو الميكانيك، ستخضع للتجنيد الإجباري في أوقات الحرب. شُكلت ثلاث وحدات طيران مكونة من عناصر نسائية بشكل كامل في أواخر عام 1941 بعد مرسوم رسمي من ستالين في الثامن من أكتوبر عام 1941، وكان هذا بعد 4 أشهر فقط من دخول الاتحاد السوفيتي الحرب العالمية الثانية رسميًا، وبحلول أواخر مارس 1942 جندت أكثر من 100000 امرأة بالفعل في وحدات الدفاع الجوي. بحلول نهاية الحرب، بلغت نسبة الإناث في قوة الدفاع الجوي أكثر من الربع، بعدد وصل ل 300 ألف امرأة، بين متطوعات ومجندات يعملن كخبيرات اتصال، وعلى مدافع رشاشة، وطيارات، وضمن الطاقم الطبي، وخدمت معظم المجندات خلف الجبهة. الخطوط في المناصب والأدوار الثانوية في محاولة لتحرير المزيد من الرجال لواجب الخط الأمامي. ومع ذلك، يُعتقد أن العديد من النساء خدمن أيضًا في مواقع قتالية، مثل أفواج الدبابات أو على طول الخط الأمامي. بحلول نهاية الحرب، زادت نسبة الإناث في قوات الدفاع الجوي عن الربع، بعدد بلغ300 ألف امرأة، من متطوعات ومجندات، عملن كأخصائيات اتصال، وراميات على المدافع الرشاشة، وطيارات، وفي الطاقم الطبي. خدمت معظم المجندات خلف الخطوط الأمامية في أدوار ومواقع ثانوية في محاولة لتفريغ المزيد من الرجال لأداء واجبهم على الخطوط الأمامية. ومع ذلك، يُعتقد أن العديد من النساء خدمن أيضًا في مواقع قتالية، مثل أفواج الدبابات أو على طول الخط الأمامي.
أدى ازدياد الوجود النسائي في القوات المسلحة خلال الحرب العالمية الثانية أيضًا إلى تحسن الظروف الصحية. في 11 أبريل عام 1943، صدر أمر بزيادة الحصص الشخصية من الصابون للنساء العاملات في الجيش إلى 100 غرام شهريًا، أي أكثر بنسبة 50% من نظرائهن الرجال.